# Ціньян
Ціньян (кит. спр. 沁阳市, піньїнь: Qìnyáng Shì) — місто-повіт в китайській провінції Хенань, складова міста Цзяоцзо. 

## Географія
Ціньян лежить на півночі префектури.

### Клімат
| Клімат Ціньяна                                             | Клімат Ціньяна | Клімат Ціньяна | Клімат Ціньяна | Клімат Ціньяна | Клімат Ціньяна | Клімат Ціньяна | Клімат Ціньяна | Клімат Ціньяна | Клімат Ціньяна | Клімат Ціньяна | Клімат Ціньяна | Клімат Ціньяна | Клімат Ціньяна |
| Показник                                                   | Січ.           | Лют.           | Бер.           | Квіт.          | Трав.          | Черв.          | Лип.           | Серп.          | Вер.           | Жовт.          | Лист.          | Груд.          | Рік            |
| Середній максимум, °C                                      | 11             | 12             | 16             | 21             | 25             | 29             | 32             | 31             | 28             | 23             | 18             | 13             | 20             |
| Середня температура, °C                                    | 5              | 7              | 10             | 15             | 20             | 23             | 26             | 26             | 22             | 18             | 12             | 7              | 16             |
| Середній мінімум, °C                                       | 2              | 3              | 6              | 11             | 16             | 20             | 22             | 22             | 18             | 13             | 8              | 3              | 12             |
| Середня кількість сонячних годин на місяць                 | 334,3          | 295,2          | 334,6          | 326,7          | 346,3          | 340,5          | 339,4          | 338,5          | 304,8          | 331,2          | 315,7          | 351,2          | 3958,4         |
| Норма опадів, мм                                           | 5.4            | 12.5           | 11.4           | 35.4           | 48.5           | 59             | 127.9          | 112            | 88.1           | 32.7           | 22.1           | 2.4            | 557.4          |
| Днів з дощем                                               | 1              | 1              | 1              | 2              | 2              | 3              | 5              | 5              | 5              | 3              | 2              | 0              | 30             |
| Днів зі снігом                                             | 1              | 1              | 1              | 2              | 0              | 0              | 0              | 0              | 0              | 0              | 2              | 0              | 7              |
| ---------------------------------------------------------- | -------------- | -------------- | -------------- | -------------- | -------------- | -------------- | -------------- | -------------- | -------------- | -------------- | -------------- | -------------- | -------------- |
| Джерело: Weather Spark (температура), World Weather Online |                |                |                |                |                |                |                |                |                |                |                |                |                |